# Jens Jensen
Jens Jensen (15 tháng 11 năm 1890 - 16 tháng 11 năm 1957) là một cố cầu thủ bóng đá người Đan Mạch.

## Sự nghiệp
Jensen đã cùng Đội tuyển Đan Mạch tham dự Thế vận hội mùa hè năm 1920. Ông đã chơi một trận cho Đội tuyển.